# Karl Klima
Ne doit pas être confondu avec Johann Klima.
Karl Klima, né le 5 février 1908 à Vienne et mort le 11 avril 1966 à Graz, est un footballeur autrichien qui évoluait au poste d'inter droit dans les années 1930.

## Biographie
Karl Klima est principalement connu pour avoir été le premier buteur du championnat de France de football le 11 septembre 1932 à l'occasion du match Red Star Olympique-Antibes Olympique, en marquant à la 8e minute sur un coup franc consécutif à une faute de Jacques Mairesse.
Auparavant, il avait remporté deux fois avec l'Admira Wacker Vienne le championnat d'Autriche en 1927 et en 1928, et une fois la Coupe en 1928.

## Statistiques
Le tableau ci-dessous résume les statistiques connues en matchs officiels de Karl Klima durant sa carrière de joueur.
| Saison    | Club                 | Championnat | Championnat | Championnat | Coupe(s) nationale(s) | Coupe(s) nationale(s) | Total | Total |
| Saison    | Club                 | Division    | M.          | B.          | M.                    | B.                    | M.    | B.    |
| 1926-1927 | Admira Wacker Vienne | 1           | 3           | 1           |                       |                       | 3     | 1     |
| 1927-1928 | Admira Wacker Vienne | 1           | 20          | 1           |                       |                       | 20    | 1     |
| 1928-1929 | SK Sturm Graz        | 1           |             |             |                       |                       | 0     | 0     |
| 1929-1930 | SK Sturm Graz        | 1           |             |             |                       |                       | 0     | 0     |
| 1930-1931 | SK Sturm Graz        | 1           |             |             |                       |                       | 0     | 0     |
| 1931-1932 | SK Sturm Graz        | 1           |             |             |                       |                       | 0     | 0     |
| 1932-1933 | Antibes Olympique    | 1           | 18          | 13          |                       |                       | 18    | 13    |
| 1933-1934 | FC Antibes           | 1           | 26          | 6           |                       |                       | 26    | 6     |
| 1934-1935 | FC Antibes           | 1           | 21          | 9           | 1                     | 0                     | 22    | 9     |
| 1937-1938 | SK Sturm Graz        | 1           |             |             |                       |                       | 0     | 0     |